# Henri Lammens

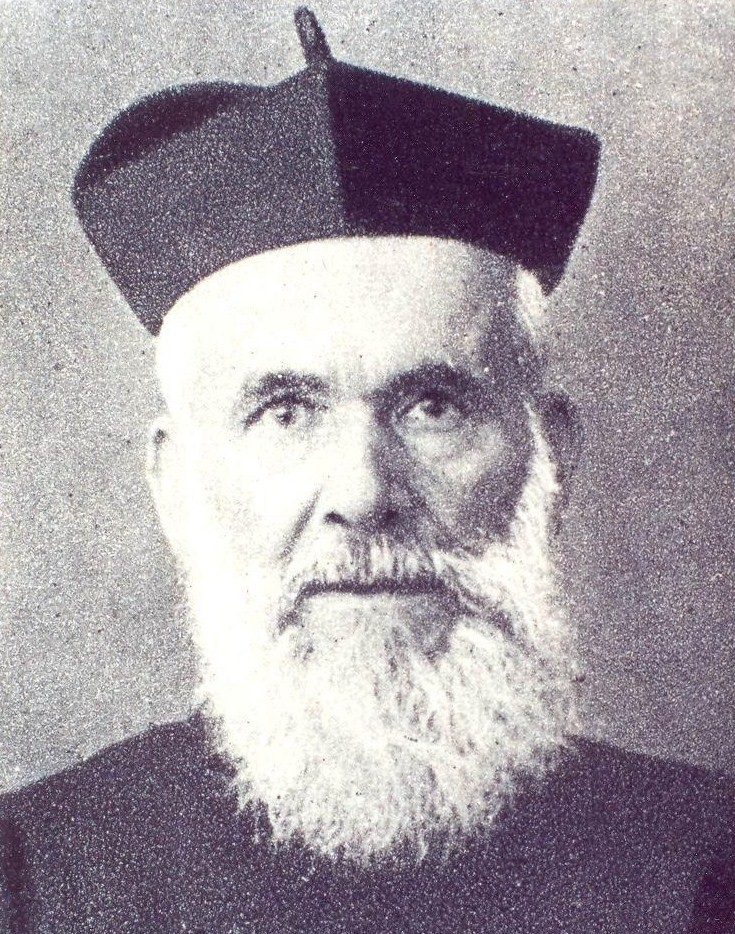
Henri Lammens

Henri Lammens (* 1862 in Gent, Belgien; † 1937 in Beirut, Libanon) war ein belgischer Jesuit und Orientalist.
Im Alter von 15 trat er in den Jesuitenorden in Beirut ein und blieb danach für immer im Libanon. Acht Jahre lang studierte er die Arabische Sprache, Latein und Griechisch. Sein erstes Werk war ein Arabisches Wörterbuch (1889). Er war Herausgeber der in Beirut verlegten Zeitschrift al-Baschir, nach vielen Reisen wurde er Orientalist an der Schule für Orientalische Studien an der Université Saint-Joseph im Jahre 1907.
Er publizierte eine Reihe von Studien über die Umayyaden und über das vorislamische Arabien. Er schrieb viele Artikel für die erste Ausgabe der Encyclopaedia of Islam sowie für verschiedene Fachzeitschriften.
Seine Beiträge werden als sehr bedeutend unter den Historikern des Islams angesehen. Es ist allgemein anerkannt, dass Lammens „... das ganze Sīraproblem auf eine neue Basis gestellt [hat]“ (Becker) und seine Beiträge über die Geschichte der Umayyaden sind nicht zu unterschätzen.
Lammens schlussfolgerte, dass das Ergebnis des Saqifa-Treffens unmittelbar nach dem Tode von Mohammed eine Verschwörung gewesen sei, die von Abu Bakr, Umar und Abu Ubaida in der Saqifa von Banu Sa'ida ausging. Sie vereinbarten das Kalifat zu übernehmen und die Macht zu verteilen.
Lammens hat in seinem Buch La Syrie den Begriff „Großsyrien“ als ursprüngliche Grenze des Patriarchats von Antiochien geschaffen. Dieser Begriff wurde von Antun Saada für sein politisches Programm politisiert.

## Werke
- L'usage de la langue arabe, Beirut 1889 (Farāʾiḍ al-lugha, Bayrūt 1889).
- La Syrie et son importance géographique, Louvain 1904.
- La république marchande de la Mecque vers l'an 600 de notre ère, Alexandrie 1910,[1]
- Fatima et les filles de Mahomet, Beirut 1912.
- L’évolution historique de la nationalité syrienne, La Revue Phénicienne, décembre 1919, Beyrouth, p. 206.
- Le culte des bétyles et les processions religieuses chez les Arabes préislamites, 1919, Bulletin de l'Institut Français d'Archéologie Orientale, 17, S. 93–101[2]
- La Syrie. Précis historique, Beirut 1921.
- La Cité arabe de Taif à la veille de l’hégire, Beirut 1922.
- La Palestine, Beirut 1922.
- La Mecque à la veille de l'hégire, Beirut 1924.
- L'Islam: croyances et institutions, Beirut 1926.
  - engl. Übers. Islām: Beliefs and Institutions, Methuen & Company, Limited, London 1929.
- L' Arabie occidentale avant l'Hégire, Beirut 1928.
- Études sur le siècle des Omayyades, Beirut 1930.